# 沼田一郎

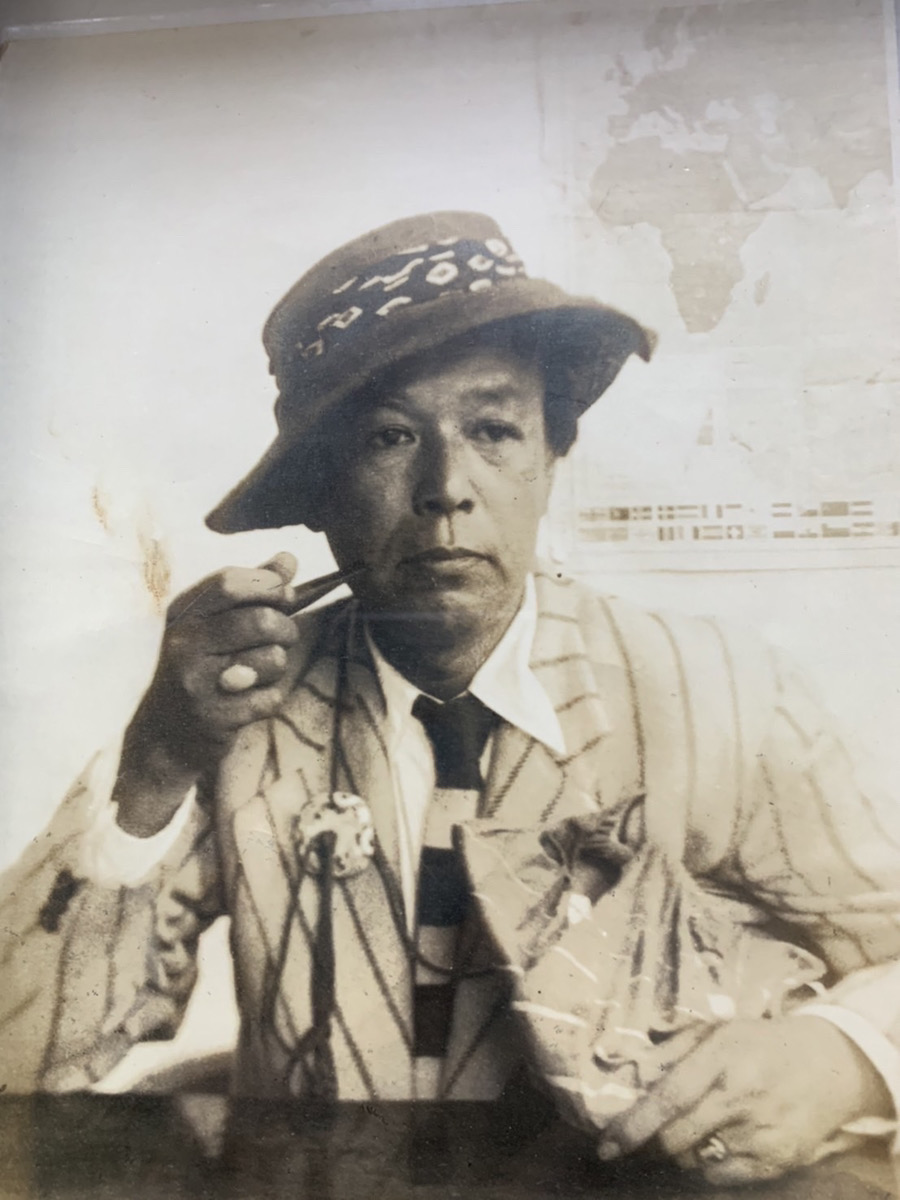
沼田一郎

沼田 一郎（ぬまた いちろう、1902年5月14日 - 1972年12月20日）は、日本の洋画家。ガラス絵師。
東京都築地出身で、川端画学校に学び絵描きとなる。1924年から辻永に師事した。1935年頃から、ガラス絵をはじめ、1948年以降、三越百貨店、壷中居、高島屋百貨店などでガラス絵による個展を開催。1964年、居住地で鎌倉美術家協会の創立に参加、その代表をつとめた。1972年12月20日、横浜市立病院で療養中に心不全のため死去。
太平洋美術会評議委員、神奈川県美術家協会設立発起人、神奈川県文化協会理事長、鎌倉美術家協会創設者。
子には、作家の沼田陽一、演出・脚色家の沼田幸ニ、アニメプロデューサーの沼田かずみ。

## エピソード
戦後鎌倉に移り住み、当時の横須賀線1等車のメンバーと野球チームヤンガースを作り監督を務める。メンバーには、後の労働大臣石田博英や團伊玖磨などがいた。